# Veskiküla
Veskiküla est un village de la commune de Vasalemma du comté de Harju en Estonie.
Au 31 décembre 2011, il compte 104 habitants.